# Kõinastu laid
Kõinastu laid ist eine estnische Insel in der Ostsee.

## Geografie
Kõinastu laid (laid bedeutet auf Estnisch „kleine Insel“) liegt nördlich zwischen den estnischen Inseln Saaremaa und Muhu im Inselgebiet Väinameri.
Verwaltungsmäßig gehört sie zur Landgemeinde Saaremaa (Kreis Saare). Die Insel ist 2,62 km² groß. Ihr Umfang beträgt 8,4 km. Die Landschaft der Insel ist sehr vielfältig. Allein 369 Pflanzenarten wurden auf ihr nachgewiesen.
Kõinastu laid wird vornehmlich als Weideland für Schafe genutzt. Im Norden der Insel befindet sich ein Leuchtturm (Kõinastu tulepaak).

## Geschichte
Kõinastu laid wurde erstmals im Mittelalter unter dem Namen Drotzenholm erwähnt. Seit Anfang des 16. Jahrhunderts befanden sich auf der Insel zwei Bauernhöfe, später sogar ein kleines Dorf. 1834 wurden noch 73 Einwohner verzeichnet. Nach 1965 gab es Zeiten, in denen es keine Bewohner auf Kõinastu laid gab. Im gleichnamigen Inseldorf (Kõinastu küla) leben heute 9 Einwohner.